# Chenoa (zangeres)

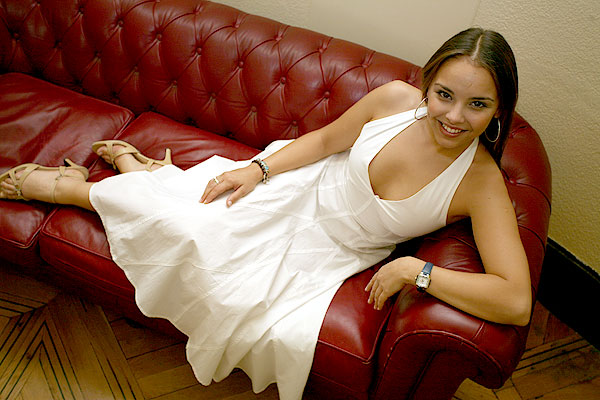
Chenoa.

Chenoa, echte naam María Laura Corradini (Mar del Plata, Argentinië, 25 juni 1975), is een Argentijns-Spaanse zangeres die meedeed aan het programma Operación Triunfo.

## Biografie
Chenoa werd geboren in Argentinië, maar haar ouders verhuisden naar Spanje toen ze 7 jaar was. Chenoa groeide op in een vrij muzikaal gezin: haar ouders waren allebei muzikant en zongen in hotels. Toen zij 16 was, begon Chenoa mee te zingen; haar moeder voelde zich ziek en Chenoa moest voor haar invallen. Chenoa trad voor het eerst op in shows in het Casino de Mallorca toen ze 20 was. Daar deed zij ervaring op voordat ze in 2001 meedeed aan de Spaanse televisieshow Operación Triunfo, een talentenjachtshow voor het Eurovisiesongfestival.
Haar eerste album was Chenoa, uitgebracht in Spanje in april 2002. De eerste single van het album was Atrévete, een lied dat ook in het Engels werd opgenomen als Mystify. Toch was de grootste hit van dit album Cuando tú vas, dat in 2002 een echte zomerhit was. Van Chenoa werden in Spanje meer dan 500.000 exemplaren verkocht, en de zangeres werd genomineerd voor de Premios Amigo van de Spaanse muziekindustrie als beste nieuwe vrouwelijke artiest. Het jaar 2002 werd afgesloten met een grote tournee door Spanje met meer dan 90 optredens.
Het album Mis canciones favoritas was Chenoas tweede album. Het werd in april 2003 in Barcelona opgenomen en bevat een aantal van haar favoriete nummers, waaronder Man in The Mirror, Respect, Chain of Fools en Love of My Life. Deze cd+dvd verscheen in een beperkte oplage van 100.000 exemplaren.
Haar tweede in de studio opgenomen album, Soy Mujer, werd uitgebracht in 2003 en is een mengeling van onder meer pop, rock en latin pop. Het album bereikte de hoogste plaats in de Spaanse albumhitlijst, en er werden meer dan 250.000 exemplaren van verkocht nadat het 47 weken in de top 100 had gestaan. Chenoa werd opnieuw genomineerd voor de Premios Amigo als beste vrouwelijke artiest en maakte een tournee door Spanje die meer dan 80 concerten omvatte. In 2004 werd ze genomineerd voor de Tu Música als beste nieuwe artiest in Puerto Rico. In mei en juni 2004 begon ze aan haar promotietournee Soy mujer door Argentinië, Puerto Rico en Venezuela. In december bracht ze een bezoek aan Panama, Costa Rica en de Dominicaanse Republiek.
In november 2005 bracht Chenoa haar derde studioalbum uit, Nada es igual. Dit poprockalbum laat een heel andere kant van haar zien. Niet alleen toont dit album haar muzikale ontwikkeling, maar ook haar nieuwe persoonlijke uitdaging. De eerste single van dit album was Rutinas, dat opnieuw de hoogste plaats in de Spaanse top 40 bereikte. Van het album werden in Spanje meer dan 100.000 exemplaren verkocht nadat het 21 weken in de top 100 had gestaan, en het werd gepromoot in Mexico en andere Latijns-Amerikaanse landen.
In oktober 2007 volgde het studioalbum Absurda Cenicienta, met onder andere de nummer 1-hit Todo irá bién.